# Франкфуртер Алгемайне Цайтунг
„Франкфуртер Алгемайне Цайтунг“ (на немски: Frankfurter Allgemeine Zeitung, FAZ, в превод Обществен вестник на Франкфурт) е национален вестник на Германия, основан през 1949 г. Нов брой се публикува всеки ден от централата му във Франкфурт на Майн.
Изданието на вестника, което излиза в неделя, се нарича „Франкфуртер Алгемайне Зонтагсцайтунг“ („Frankfurter Allgemeine Sonntagszeitung“ – Обществен неделен вестник на Франкфурт). Основният делничен формат на вестника е в тираж 366 844 бр. (2008 г.) и е с дясно-центристки и консервативни убеждения. Вестникът се редактира от 5 редактори. Това е германският вестник с най-големи продажби извън територията на страната. Редакторите твърдят, че всеки ден се изнася в 148 страни.

## История
Първото издание на Франкфуртер Алгемайне Цайтунг излиза на 1 ноември 1949 г., като неговият създател е Ерих Велтер. Преди това някои от неговите редактори са били работели за Франкфуртер Цайтунг, който е бил спрян през 1943 г.
По традиция много от заглавията във Франкфуртер Алгемайне Цайтунг са били в общоприетия за онези времена едър украсен готически шрифт и без снимки на заглавната страница. Едно от редките изключения са били снимката на празнуващите пред Райхстага в Берлин граждани по случая Деня на Обединението на 4 октомври 1990 г. и тези от атаките в Световния търговски център в САЩ на 11 септември 2001 г. На 5 октомври 2007 г. Франкфуртер Алгемайне Цайтунг променя своя традиционен облик и включва цветни снимки на първата страница и премахва готическия шрифт.
Франкфуртер Алгемайне Цайтунг се издава изцяло чрез дигитални технологии.

## Профил
Франкфуртер Алгемайне Цайтунг е един от малкото високо ценени национални вестници в Германия (заедно с преките си конкуренти Зюдойче Цайтунг, Ди Велт и Франкфуртер Рундшау). Той има повече чуждестранни кореспонденти, от който и да е друг европейски вестник.
Франкфуртер Алгемайне Цайтунг рекламира своя облик като такъв, който кара своите читатели да мислят. Политическата ориентация на вестника е класически либерализъм. Внушават се консервативни виждания чрез предоставяне на трибуна на коментатори с различни гледни точки.